# The sessions box set

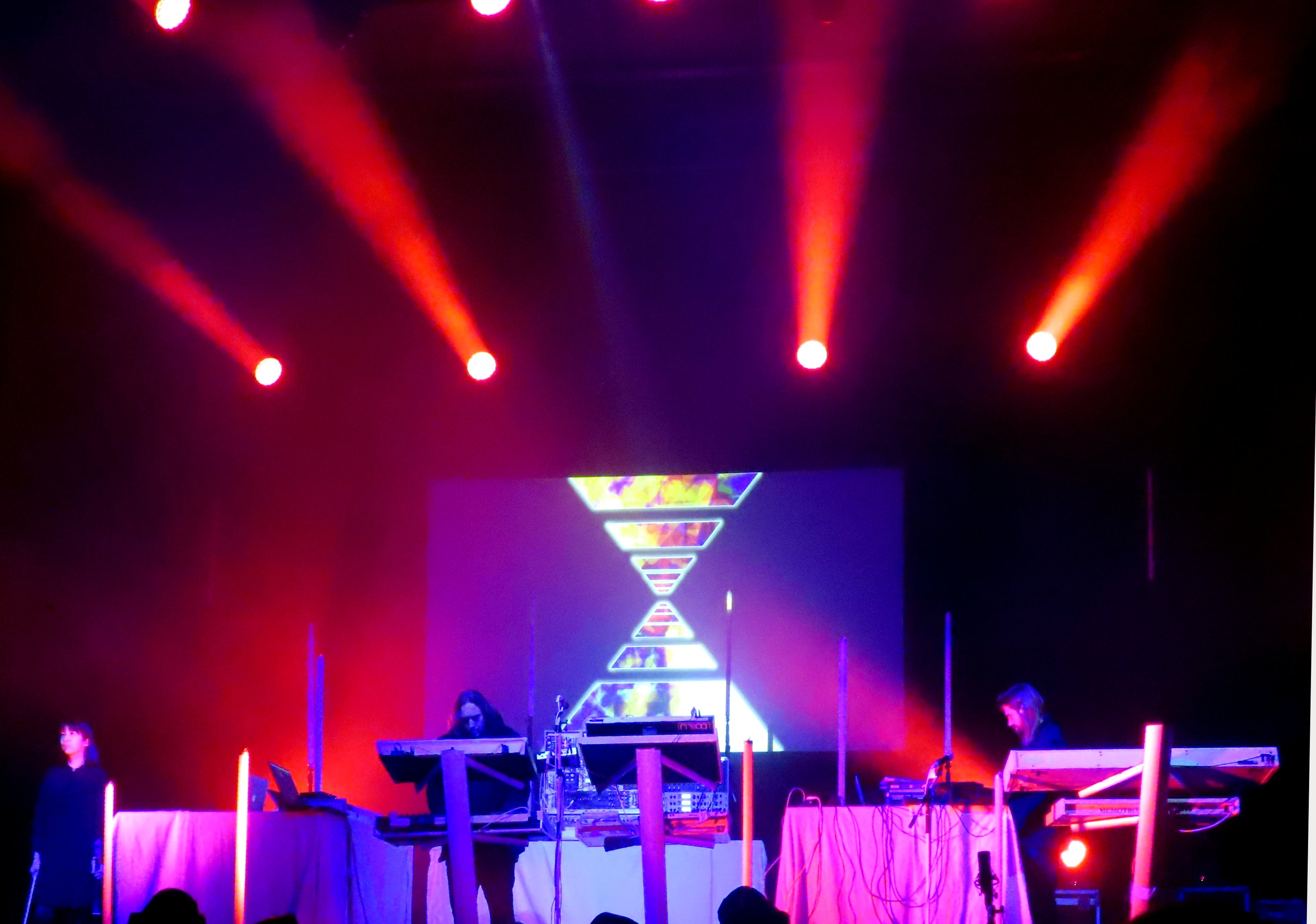
Tangerine Dream (vlnr Yamane, Quaeschning, Frick) in Corn Exchange maart 2022 met op achtergrond hoesontwerp van Stratosfear

The sessions box set bevat een achttal livealbums van Tangerine Dream opgenomen tijdens optredens van de band in 2022.

## Inleiding
De titel sessions verwijst naar eerdere opnamen van TD in de periode volgend op het overlijden van bandleider Edgar Froese (2015). TD probeerde toen met nog Froese en Ulrich Schnauss een nieuwe richting te vinden, maar dat stokte door dat overlijden. Nieuw werk kwam er niet, wel een reeks livealbums onder de titel The sessions. Pas in 2022 kwam nieuw werk met Raum met daaropvolgend juist heel oud werk; de soundtrack van Strange behaviour uit 1980, maar toen niet uitgebracht. Naar aanleiding van Raum en na de coronapandemie ging TD op een uitgestelde tournee door het Verenigd Koninkrijk en Ierland. Opvallende gast bij sommige concerten was Marillion-gitarist Steve Rothery.
Onderstaande opnamen laten improvisaties horen, die tijdens de diverse concerten werden gespeeld. TD speelt dan al jaren lang een mengeling van “oud”  gecomponeerd werk en die improvisaties.

## Musici
- Thorsten Quaeschning – synthesizer, sequencer, piano
- Hoshiko Yamane – elektrische en akoestisch viool en altviool
- Paul Frick - synthesizer, sequencer, piano

Met
- Steve Rothery – gitaar (RNCM, Coventry, Roundhouse)
- Sebastian Sadowski – (Limelight)

## Muziek
| Nr. | Titel                                                | Duur |
| --- | ---------------------------------------------------- | ---- |
| 1.  | Chalk session (Brighton, 23 maart 2022)              |      |
| 7.  | Brudinell Social Club session (Leeds, 15 maart 2022) |      |

| Nr. | Titel                                              | Duur |
| --- | -------------------------------------------------- | ---- |
| 1.  | Engine Rooms sessions (Southampton, 21 maart 2022) |      |
| 8.  | RNCM Theater sesion (Manchester, 5 maart 2022)     |      |

| Nr. | Titel                                     | Duur |
| --- | ----------------------------------------- | ---- |
| 1.  | Phoenix session (Exeter, 17 maart 2022)   |      |
| 7.  | St Luke’s session (Glasgow, 7 maart 2022) |      |

| Nr. | Titel                                                    | Duur |
| --- | -------------------------------------------------------- | ---- |
| 1.  | Grand Central Station session (Liverpool, 10 maart 2022) |      |
| 7.  | Town Hall sessions (Birmingham, 13 maart 2022)           |      |

| Nr. | Titel                                                 | Duur |
| --- | ----------------------------------------------------- | ---- |
| 1.  | Riverside Session (Newcastle upon Tyne, 9 maart 2022) |      |
| 7.  | Coventry Cathedral session (Coventry, 11 maart 2022)  |      |

| Nr. | Titel                                           | Duur |
| --- | ----------------------------------------------- | ---- |
| 1.  | Roundhouse session (Londen, 18 maart 2022)      |      |
| 7.  | Assembly Hall session (Edinburgh, 6 maart 2022) |      |

| Nr. | Titel                                            | Duur |
| --- | ------------------------------------------------ | ---- |
| 1.  | Corn Exchange session (Cambridge, 12 maart 2022) |      |
| 6.  | Liberty Hall session (Dublin, 3 maart 2022)      |      |

| Nr. | Titel                                     | Duur |
| --- | ----------------------------------------- | ---- |
| 1.  | Trinity session (Bristol, 16 maart 2022)  |      |
| 7.  | Limelight session (Belfast, 2 maart 2022) |      |